# ميخائيل هيلر (اقتصادي)
ميخائيل هيلر (بالإنجليزية: Michael Heller)‏ هو اقتصادي أمريكي، ولد في 30 يوليو 1962.